# Литошенко, Мария Петровна
Мария Петровна Киркевич (Литошенко) (укр. Марія Петрівна Кіркевич (Літошенко); род. 24 сентября 1949, Киев) — советская гандболистка. Заслуженный мастер спорта СССР (1976).

## Биография
Окончила Каменец-Подольский педагогический институт (1972). Выступала за киевский «Спартак». Чемпионка Летних Олимпийских игр 1976 года. На этом турнире она сыграла во всех 5 матчах и забила 6 мячей. Входила в символическую сборную мира (1976). Чемпионка СССР (1969—1979).
С 1982 года и по сегодняшний день работает в НТУ (бывший КАДИ). Заведующая кафедры Физического воспитания (2005-2021). Мать 4 детей (сын и три дочери). Почетный гражданин города Киева, награждена медалью «За трудовую доблесть» и орденом «Княгини Ольги» III степени.

## Мнения
Цитата прессы:

Неудивительно, что сборную СССР доверили самому успешному тренеру страны, а непобедимый «Спартак» стал базовым клубом национальной команды — на победных Олимпийских играх 1976 и 1980 годов в заявке сборной Союза 9-10 игроков были спартаковками Киева.
Дважды олимпийскими чемпионками становились Зинаида Турчина, Лариса Карлова, Татьяна Кочергина (Макарец), Любовь Одинокова (Бережная), Людмила Порадник (Бобрусь), Наталья Тимошкина (Шерстюк).
На Играх в Монреале в 1976 году побеждали также Татьяна Глущенко, Галина Захарова (Маноха), Людмила Коломиец (Панчук) и Мария Литошенко.